# Fiscalisering
Fiscalisering of fiscalisatie betekent in algemene zin het omzetten van een stelsel dat gefinancierd wordt door middel van een eigen bijdrage, naar een stelsel dat gefinancierd wordt uit de algemene middelen van de overheid. Een voorbeeld van fiscalisering is het beëindigen van de verplichte omroepbijdrage.
Zonder fiscalisering is er vaak min of meer een verband tussen de door de burger te betalen bijdrage en een dienst of uitkeringsrecht dat daar tegenover staat. Bij volledige fiscalisering wordt deze koppeling in principe losgelaten.

## Volksverzekering
In de context van de premie voor een volksverzekering of andere bestemmingsheffing betekent fiscalisering dat deze als zodanig ophoudt te bestaan, waarbij de heffing vervangen wordt door het verhogen van belastingen, en de uitkeringen uit de algemene middelen worden verstrekt.
Bij bijvoorbeeld de Algemene nabestaandenwet betalen mensen zonder partner echter premie voor een uitkering waar zij geen recht op kunnen krijgen (behalve als zij alsnog een partner krijgen), dus eigenlijk is de premie al een soort belasting. 

### AOW
Het begrip fiscalisering wordt in Nederland vooral gebruikt in verband met de AOW. Gedeeltelijke fiscalisering betekent dat de premie niet toerekend is, en voor de rest belasting wordt geheven. Dit betekent dat het voordeel voor  AOW'ers dat ze niet hoeven mee te betalen aan de AOW beperkt wordt.
De AOW is inderdaad gedeeltelijk gefiscaliseerd: er wordt premie geheven, maar die is niet toereikend. De premie is een vast percentage, 17,9%, van het inkomen tot ongeveer € 35.000 in box 1. De premie is daarmee maximaal ruim € 6000. De houdbaarheidsbijdrage betekent een geleidelijke verdere fiscalisering. Schattingen geven aan dat hierbij fiscalisering in ca. 2150-2200 voltooid is of in 2075.
De Commissie Van Dijkhuizen stelt voor dit te versnellen, zodat het in 2031 of 2032 voltooid is.
Ook de ChristenUnie, D66 en GroenLinks willen de AOW-premie geleidelijk fiscaliseren, en wel zo dat deze premie volledig is gefiscaliseerd in ongeveer 2030. AOW'ers moeten dan per jaar tot ruim € 6000 extra gaan betalen over hun inkomen in box 1. Als de verhoging van de totale heffing over de AOW-uitkering wordt gecompenseerd treft deze nog wel degenen met een aanvullend pensioen en/of andere inkomsten, voor zover het inkomen tot ongeveer € 35.000 in box 1 betreft. Bij bijvoorbeeld een alleenstaande is de AOW-uitkering bruto ongeveer € 16.000, en gaat het dan dus om een extra heffing van 17,9% over de eerste € 19.000 aan aanvullend pensioen en/of andere inkomsten, dit is een extra heffing van ongeveer € 3400.